# شهرداری مستروس
شهرداری مستروس (انگلیسی: Mosteiros, Cape Verde) یک شهرداری در کیپ ورد است. این شهرداری در بخش شمال شرقی جزیره فوگو، دماغه سبز واقع شده و ۱۹٪ از مساحت جزیره را پوشش می‌دهد و خانه ۲۶٪ از جمعیت آن است. مرکز آن شهر مستروس (ایگریجا) است. جمعیت آن در سرشماری ۲۰۱۰ برابر با ۹٬۵۲۴ نفر بوده و مساحت آن ۸۹٫۴۵ km2 است.

## جغرافیا
مستروس بین دامنه‌های شمال شرقی کوه آتشفشانی پیکو دو فوگو و اقیانوس اطلس واقع شده است. بخش جنوب غربی شهرداری (۲۳٫۷ کیلومتر مربع (۹٫۲ مایل مربع)) در داخل پارک طبیعی فوگو قرار دارد که جنگل مونته وله را شامل می‌شود. مستروس یک منطقه کشاورزی است و محصول اصلی آن قهوه است.

## تاریخ
شهرداری مستروس در ژانویه ۱۹۹۲ ایجاد شد، زمانی که شهرداری قدیمی فوگو به دو بخش تقسیم شد؛ بخش جنوب غربی به شهرداری سان فیلیپه و بخش شمال شرقی به شهرداری مستروس تبدیل شد.